# Distansförhållande
| Distansförhållande |
| --- |
| Telefon (här ett exemplar från 1896) är ett sätt att upprätthålla kontakten i ett distansförhållande. - Betydelse – parrelation mellan personer som sällan träffas fysiskt - Orsaker – studier eller arbete - Utmaning – behålla intresset trots fysiskt avstånd - Kommunikation – oftast icke-fysisk (brev, telefon, smartmobil, Internet, webbkamera) |

Ett distansförhållande är en parrelation mellan personer – särbor – som bor långt från varandra och sällan eller oregelbundet träffas fysiskt. Det kan vara en tillfällig eller permanent lösning för personer som på grund av studier eller arbete inte kan bo på samma ort.
Smartmobil och Internet är exempel på tekniska lösningar som underlättar kommunikationen och umgänget. Detta kan uttryckas genom vardagliga samtal, cybersex eller annan typ av kommunikation.

## Utbredning och varianter
Distansförhållanden kan beskriva olika typer av relationer. Det kan även handla om ett pågående dejtande, en kortare relation, en fördjupad vänskapsrelation, en förlovning eller till och med äktenskap men med fortsatt boende i olika bostäder. Vanligen talar man dock om en mer eller mindre fast kärleksrelation.

### Situationer och statistik
Distansförhållanden är vanliga bland studenter, som kan ha träffats på en utbildningsort och efter den enas eller andra flyttning fortsatt relationen.
Olika undersökningar har visat att mellan 5 och 10 procent av befolkningen i olika länder lever i olika distansförhållanden. Globalt anses 150 miljoner människor (75 miljoner förhållanden) leva i en sådan relation, där 12 miljoner förhållanden beräknas leda till giftermål.
Mer än 90 procent av befolkningen i Storbritannien och andra europeiska länder har levt i ett distansförhållande, och i hälften av fallen ledde relationen till att de två gick isär. Enligt en brasiliansk undersökning avslutades förhållandet i två tredjedelar av fallen, innan de två haft ett fysiskt möte. I den brittiska Mind Body Green-undersökningen sa 71 procent av de kvinnliga respondenterna och 64 procent av de manliga att bristen på utveckling av förhållandet var huvudorsaken till att relationen upphörde. Den hälft av de svarande som fortsatte sitt (distans)förhållande sa att nyckeln till framgång i förhållandet var att snabbt lösa uppkomna problem.
2/3 av de svarande i en undersökning sa att frånvaron av fysisk närhet var det största problemet i relationen. Samtidigt är själva distansen mellan de två något som ökar på längtan och sammanhållningen. Andelen relationer som varar länge är inte lägre inom distansförhållanden; andelen par som går isär inom sex månader är 30 procent för ett sambopar jämfört med 27 procent för ett par i ett distansförhållande.

### USA
I en amerikansk undersökning från 2005 befann sig majoriteten av de två i ett distansförhållande mer än cirka 8 mil från varandra. De besökte varandra i snitt mindre än två gånger i månaden och ringde upp varandra minst var tredje dag. 

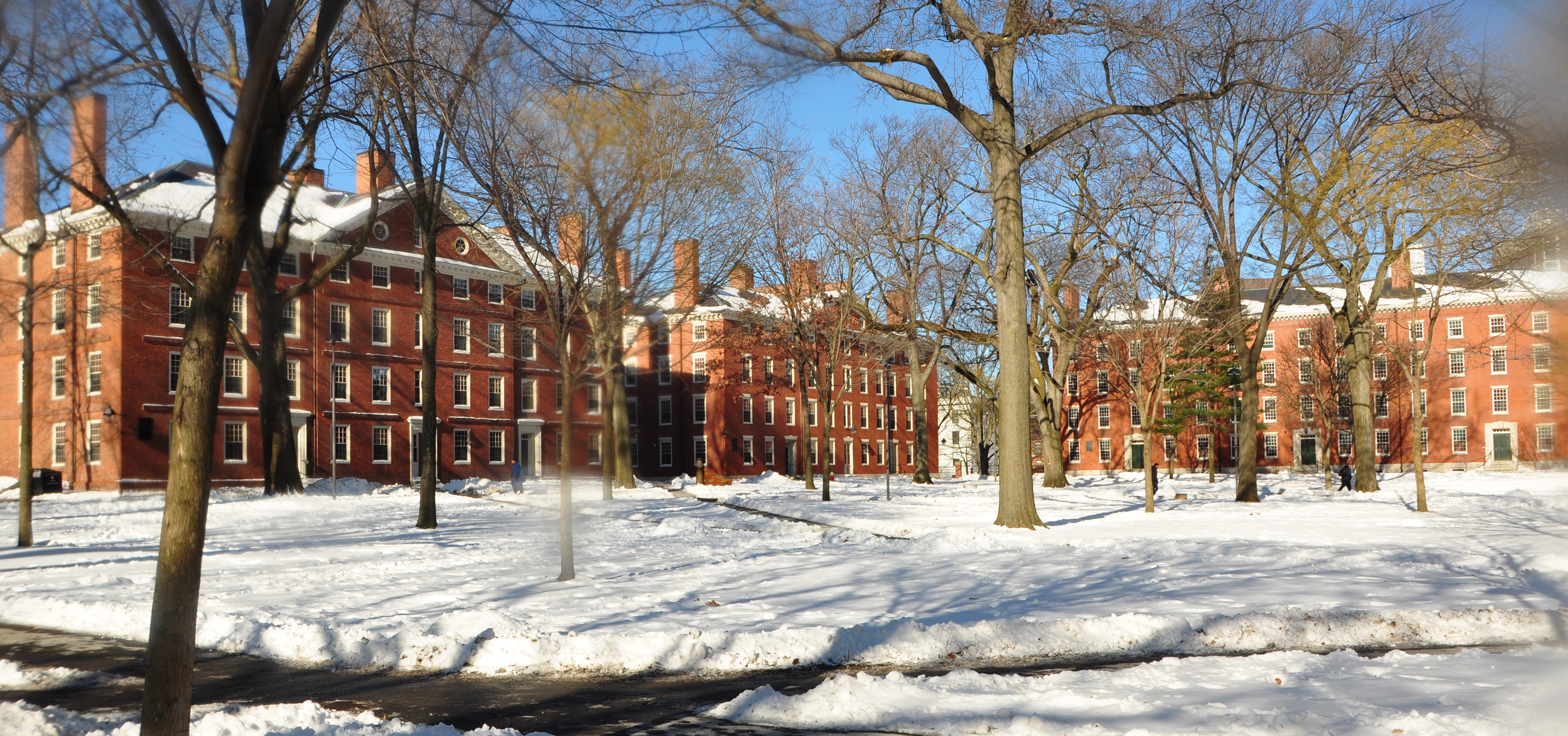
En tredjedel av distansförhållanden i USA är mellan högskolestudenter.

2005 beräknades 14 eller 15 miljoner personer i USA ha pågående distansförhållanden. Dessa distansförhållanden bestod till drygt 25 procent (3,75 miljoner) av gifta par. En knapp tredjedel av den totala mängden distansförhållanden var mellan collegestudenter.
Förekomsten av distansförhållanden har ökat, allteftersom det blivit vanligare med byte av studieort eller att flytta över långa avstånd i samband med arbetsbyten. Även utvecklingen av Internetdejtande har ökat mängden relationer som inleds som distansförhållanden, och enligt en undersökning i New York Post bestod 27 procent av par i distansförhållanden av folk som aldrig tidigare bott tillsammans.
Vissa studier har visat att distansförhållanden är något mindre stabila än samboförhållanden, medan andra studier inte hittat någon skillnad. I snitt varade ett inlett distansförhållande – enligt undersökningen 2005 – 4,5 månader innan det bröt samman, och 40 procent av alla sådana förhållanden avslutades med en upplösning av relationen. 70 procent av dessa upplösningar förorsakades av oförutsedda förändringar.
75 procent av alla förlovade i USA hade 2005 vid något tillfälle befunnit sig i ett distansförhållande. Likaså hade en tiondel av alla äktenskap i USA då startat som ett distansförhållande.

## Relationsbygget

### Teknik

Chattar och täta utbyten av SMS och andra meddelanden underlättar kommunikationen i distansförhållandet.

Utmaningarna i ett distansförhållande handlar bland annat om att kunna behålla intresset för en person man inte träffar dagligen eller endast oregelbundet. Kontakten och intresset kan ofta istället upprätthållas via tekniska eller digitala kommunikationsmedel, inklusive via text, röst, bild  och rörlig bild. Sedan millennieskiftet har brev och telefon kompletterats med allt fler virtuella mötesmetoder. Dessa inkluderar smartmobil och webbkamera, som båda använder Internet för att koppla samman personer över långa avstånd. Även telefon- eller cybersex – med eller utan webbkamera – är ett sätt att vara intim över stora avstånd.
Kostnaderna för virtuella kontakter har sjunkit allteftersom minuttaxa har ersatts av fasta månadskostnader för olika abonnemang och gratis SMS/MMS. Via dator och smartmobil kan e-post, chattmeddelanden, bilder och video både skickas och sändas i direktsändning eller med endast kort fördröjning. Det möjliggör pågående replikväxlingar och meningsutbyten som efterliknar vardagliga samtal mellan personer i samma fysiska rum. I en undersökning visades att snittiden för telefonsamtal mellan de två var 30 minuter. Utbytet av textmeddelanden via dator eller smartmobil kan vara ymnigt, och i en undersökning i New York Post skickades i snitt 343 textmeddelanden mellan de två under en vecka.
Genom textbaserad kommunikation kan man lättare få fram konkret information mellan de två i förhållandet. Det gäller dock att använda samma typ av språk, så att meddelanden tas emot på rätt sätt och vare sig upplevs som för kalla eller för larviga.

### Pågående samtal
Kommunikationen kan röra alla de saker som sammanboende personer pratar om. I brist på tät fysisk kontakt kan samtalen ta få ta mer plats i samlivet, för att upprätthålla och bekräfta de gemensamma intressena och det ömsesidiga utbytet av tankar. Planering av gemensamma aktiviteter leder till sådant som man längtar till, och det är då viktigt att planeringen leder till något konkret. Samtidigt är samtal om mindre eller vardagliga ting minst lika betydelsefulla som diskussioner omkring stora saker, eftersom man då bygger ett mer komplett förhållande och förhoppningsvis på vägen lär sig mer om varandra.
Minnet av senaste mötet, doften av den andra personen och tankarna kring henne eller honom bidrar till att hålla engagemanget vid liv. Djupintervjuer har visat att den levande föreställningen om de två som ett par är den enskilt viktigaste orsaken till att ett distansförhållande kan hållas vid liv. Tankarna kring exempelvis den andras doft eller röst bidrar till att upprätthålla intimiteten i relationen.

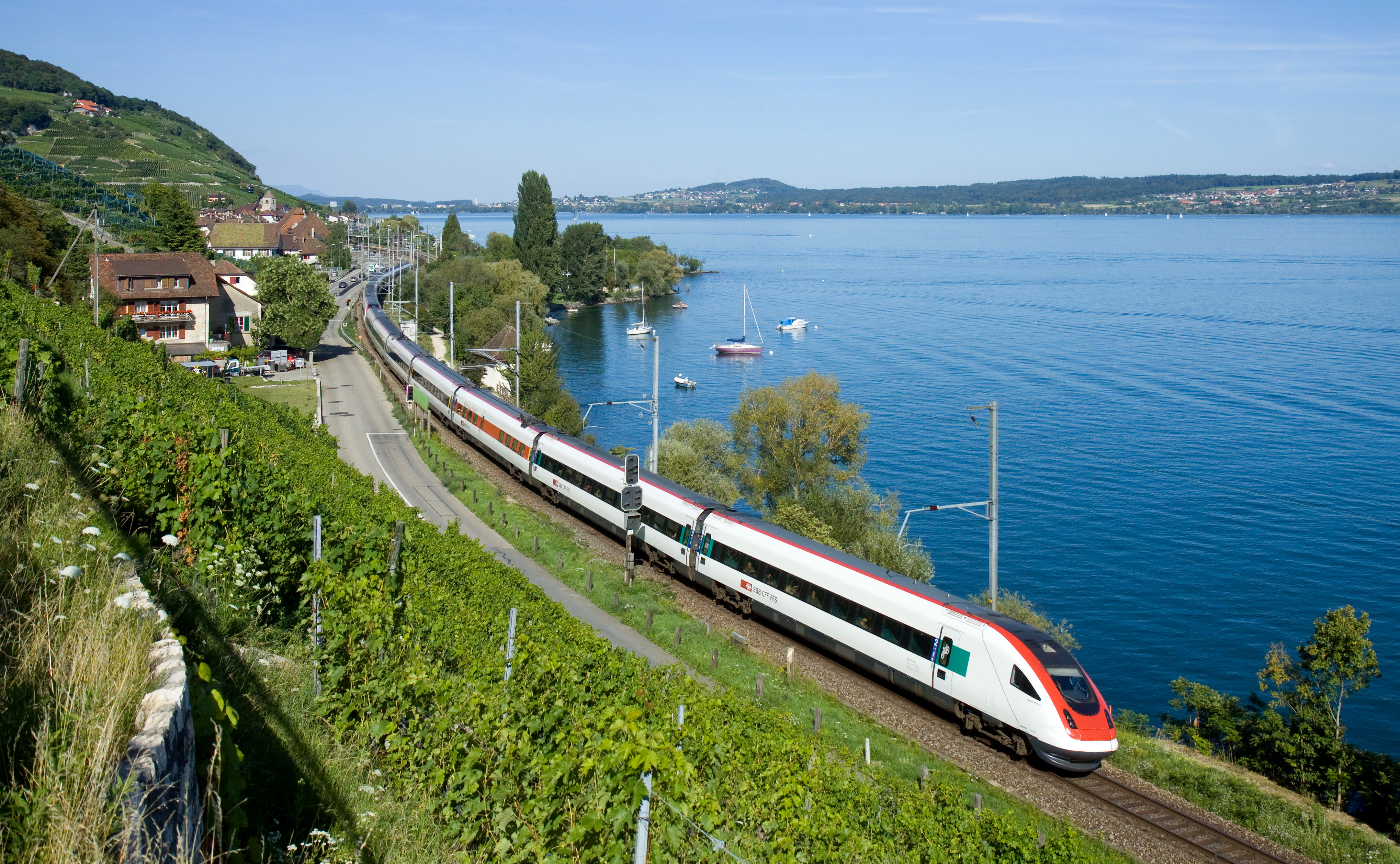
Fysiska möten mellan de två kan göras på gemensama semesterresor eller genom att man besöker varandra i någons hem eller hemmiljö.

För att relationen ska överleva på längre sikt är vissa fysiska kontakter i regel nödvändiga. Det kan antingen ske på veckoslut, storhelger, semestrar eller andra tillfällen då man kan planera in gemensamma fysiska möten. Helt utan fysiska kontakter mellan två särbor kan relationen lätt övergå till ett vänskapsförhållande eller helt upphöra, när ingendera parten uppmuntrar och bekräftar varandra just som ett par. Mötena kan antingen ske i endera partens bostad eller hemmiljö, eller på en annan geografisk plats, så båda parterna behöver resa men ingendera kanske behöver resa onödigt långt.
Samhälleliga kriser kan göra distansförhållanden mer problematiska. Exempelvis kan det under en pandemi vara mycket svårare att få till de fysiska mötena mellan de två, vilket utsätter sammanhållningen i relationen för olika påfrestningar. Under covid-19-pandemin var reserestriktionerna stora hinder för de här fysiska mötena hos par på olika sidor av gränsen i bland annat olika nordiska länder.
Underhållet av relationen kan även ske genom utbyte av tjänster och gåvor som man lärt sig att den andra parten uppskattar. Detta utbyte bidrar till att bekräfta ens intresse för och hänsyn till den andra personen. Uppföljning och gemensamt engagemang runt gåvan eller tjänsten kan bidra till vidare bekräftelse av de båda särbornas intresse i varandra. Det kan också handla om att göra liknande aktiviteter vid samma tidpunkt, som om de två faktiskt upplevde det hela i det fysiska rummet. Det kan också handla om att gemensamt pröva en ny aktivitet och sedan kommunicera sinsemellan om hur lärandet och utövandet av den nya aktiviteten fortskrider.

### Uppfattning och tillit
Distansen mellan två personer i en relation kan göra längtan efter den andra starkare, men även att man börjar idealisera den andra. En långt gången idealisering kan försvåra de fysiska kontakterna mellan de två, eftersom en orealistisk bild av en annan person då måste paras ihop med den faktiska personen. Överdrivet positiv kommunikation – och en inbördes medvetenhet om att den är just överdriven – kan dock bidra till att upprätthålla den positiva känslan i relationen.
Täta och helst dagliga kontakter mellan de båda särborna gör att man lättare kan uppdatera sig om viktiga förändringar i den andras liv. Att vara närvarande i den andras liv – emotionellt och praktiskt – leder också till ett starkare bekräftande av sin roll och sitt intresse för den andra personen. Detta innebär inte att man ska ha ständigt pågående samtal (sådant kan vara tröttande och respektlöst) men med möjligheten att kunna kommunicera när det passar och vara kreativ när tillfälle ges. Samtalen i telefon eller videomöte kan vid distansförhållanden ofta vara länge oavsett, eftersom de två vill vara närvarande i varandras liv. Kommunikation som innehåller upphetsande språk eller tvetydigheter som de två förstår kan också bidra till en tätare kontakt och upprätthållen sexuell spänning mellan de två.

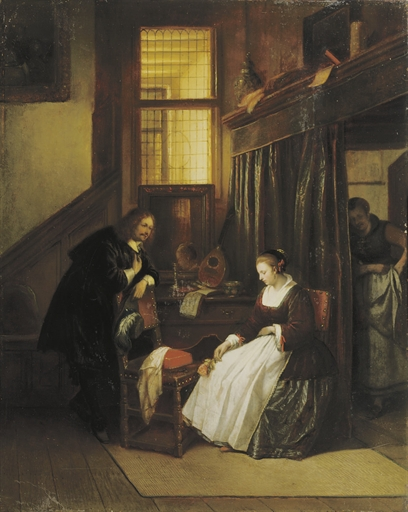
Tillit mellan de två är viktigt, liksom att man har ett pågående samtal där inte utomstående har alltför stor insyn och påverkansmöjlighet.

Under ett distansförhållande är den inbördes tilliten mellan de två minst lika viktig som i ett samboförhållande. De två har i regel sämre uppsikt över varandras liv i övrigt och man måste lita på att de båda var och en på sitt håll engagerar sig i att upprätthålla de gemensamt fattade beslut som gynnar sammanhållningen i relationen. Detta inkluderar att vara ärlig i kommunikationen och att förmedla information om ens tankar och göromål – åtminstone sådana som den andra kan tänkas vara intresserad av att veta. Detta inkluderar att kunna lita på att den ena personen prioriterar den andra som emotionell partner och inte ägnar sig åt aktiviteter som kan föda och göda svartsjuka.
Både positiva och negativa händelser bör kommuniceras, eftersom tystnad om viktiga saker bidrar till att öka distansen i det pågående samtalet inom paret. Däremot är en positiv grundattityd betydelsefull, för att göra kommunikationen till något som de båda i relationen ser fram emot. Distansförhållandet – oavsett om det är tillfälligt eller mer långsiktigt – ger också många möjligheter till att utveckla ens sociala förmåga och kommunikation.

## Förändringar eller inte
Kärlek på distans kan vara problematiskt för sammanhållningen, och mångas åsikt är att man i relationen bör sträva efter en närmare kontakt. Antingen handlar det om att planera efter att flytta samman (som sambor) eller att åtminstone träffas fysiskt så ofta som det är möjligt. Ett distansförhållande fungerar ofta bättre om paret byggt upp förtroende och tillit för varandra, så att man kan lita på varandra och varandras fokus på relationen trots det fysiska avståndet. I en amerikansk undersökning från 2005 visades att personer som träffats på high school och sedan försökte få förhållandet att fungera på distans lyckades endast i två procent av fallen.
Forskning har dock visat att kvaliteten hos ett distansförhållande inte behöver vara "sämre" än ett förhållande där man är sambo, eller att förhållandet behöver vara mindre långvarigt. Genom att kontakten mellan de två har större fokus på samtal, kan man få större utrymme i att utforska villkoren för relationen, de bådas intressen och mål med förhållandet och hur man passar samman som individer. Om distansförhållandet i en framtid ska övergå i en samborelation krävs medvetenhet om att den – eller de – som flyttar behöver ge upp delar av sitt sociala liv. Hjälp med att hantera flytten och dess konsekvenser underlättar bytet och anpassningen till den nya miljön. Enligt undersökningen i USA 2005 planerade majoriteten av särborna att flytta samman (igen) om i snitt 14 månader.